# Neuroforskare
En neuroforskare är en forskare som studerar det vetenskapliga området neurovetenskap eller någon av dess närstående subdiscipliner. En neuroforskare kan vara neurolog (det vill säga en läkare som är specialist inom området neurologi) men behöver inte vara det. Neurovetenskap är ett tvärvetenskapligt område som omfattar studier inom områden som biologi, kemi, biokemi, farmakologi, medicin, psykiatri, psykologi, teknik och matematik. 

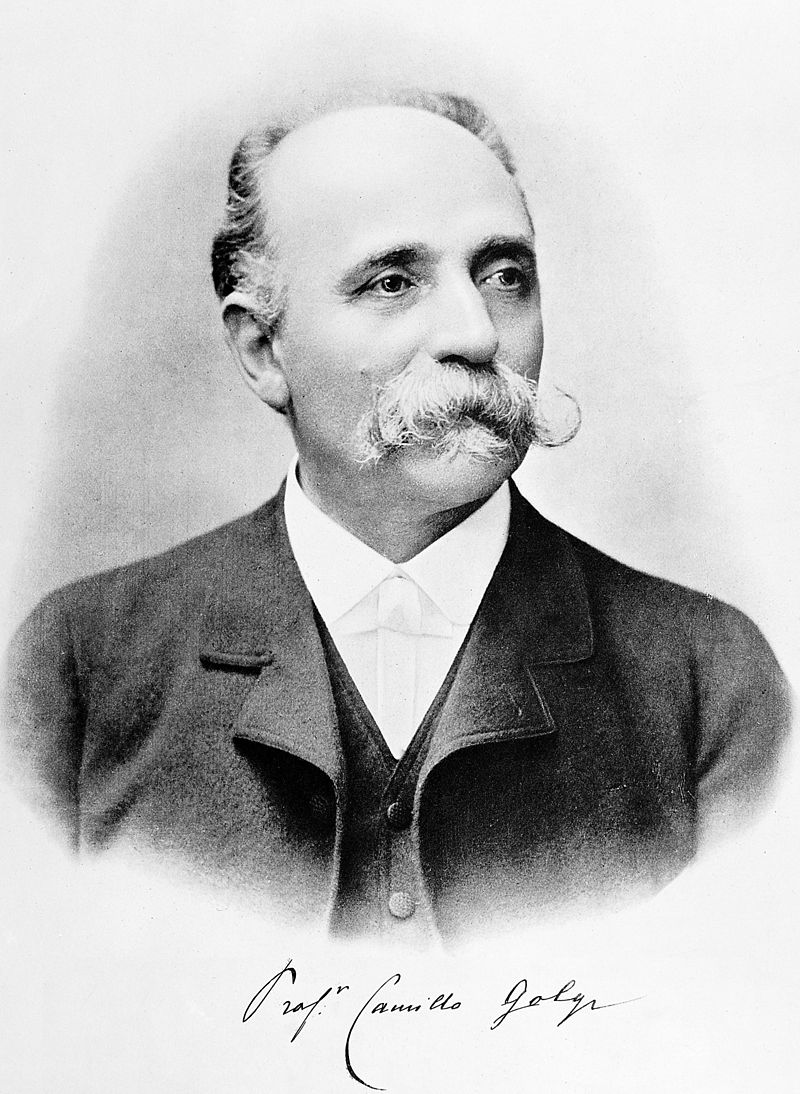
Camillo Golgi (1843-1926) var en italiensk läkare, neurolog och neuroforskare. Han upptäckte golgiapparaten.